# Agrostis platyphylla
Agrostis platyphylla é uma espécie de gramínea do gênero Agrostis, pertencente à família Poaceae.